# Shibata, Miyagi
Shibata (japanska: 柴田町?, Shibata-machi) är en landskommun (köping) i Miyagi prefektur i Japan.  